# NEMAC IV
NEMAC IV is een computerspel dat werd ontwikkeld en uitgegeven door ZenTek. Het spel kwam in 1996 uit voor de Commodore Amiga. Het spel speelt zich af in het jaar 2048. Het spel omvat 40 levels die kleine puzzels bevatten.

## Ontvangst
| Beoordeeld door | Datum        | Score |
| --------------- | ------------ | ----- |
| Amiga Games     | oktober 1996 | 90%   |
| Amiga Joker     | maart 1996   | 77%   |